# Vachel Lindsay
Nicholas Vachel Lindsay, född 10 november 1879 i Springfield i Illinois, död där 5 december 1931, var en amerikansk poet.
Lindsay gjorde en viktig insats inom amerikansk litteratur med realistiska lyriska dikter, vanligen skrivna direkt för folket och fulla med motiv ur dess liv, som han blev förtrogen med genom långa vandringar, under vilka han sjöng och läste dikter för den breda publiken för att väcka deras sinne för dikt och skönhet. Bland Lindsays skrifter märks Rhymes to be traded for bread (1912), General William Booth enters Heaven (1913), The Congo (1914), Adventures while preaching the gospel of beauty (1914), A handy guide for beggars (1914), The Chinese nightinggale (1917), The golden whales of California (1920), Going to the stars (1926) samt Collected poems (1925).